# Aérospatiale Gazelle
Aérospatiale Gazelle je helikopter dizajniran u Francuskoj, a izrađuje ga tvrtka Aérospatiale.

## Povijest i razvoj
Gazelle je nastala kao rezultat potražnje Francuske vojske za laganim helikopterom koji bi obavljao različite borbene zadaće. Novi projekt ubrzo je počeo zanimati i Veliku Britaniju koja se uključila u razvoj s tvrtkom Westland. Prema ugovoru potpisanom u veljači 1967. godine, 292 Gazelle i 48 Puma bi se proizvodile u Britaniji, a zauzvrat, Aérospatiale dobiva ulogu suradnika u razvoju četrdeset Westland Lynx helikoptera, koji su se izrađivali za potrebe Francuske mornarice.
Gazelle služi u odsjeku lake avijacije. Glavna uloga Gazelle je protutenkovska borba, a opremljena je protutenkovskim projektilima Euromissile HOT. Razvijena je i inačica za laku blisku podršku opremljena s 20-milimetarskom strojnicom. Postoji i inačica za zračnu borbu opremljenu raketama Mistral.
Danas se Gazelle polako zamjenjuje Eurocopter Tigerom, ali će Gazella i dalje ostati u službi kao laki transporter. Gazelle se proizvodila i u jugoslavenskoj tvornici Soko.

## Povijest korištenja
Francuska
Francuska vojska često je koristila Gazellu, uglavnom u Africi i na mirovnim misijama. Korištena je u Čadu, prostorima bivše Jugoslavije i Obali Bjelokosti. Korištena je i u operaciji Pustinjska oluja, gdje su Gazelle naoružane projektilima Euromissile HOT uništavale iračke oklopne jedinice.
Irak
Irak je dobavio veliki broj Gazella sedamdesetih i osamdesetih godina prošloga stoljeća. Intenzivno su korištene u Iransko-iračkom ratu. Tijekom Zaljevskog rata malo su se koristile zbog savezničke zračne nadmoći.
Velika Britanija
Gazelle su se koristile na Falklandima, Kuvajtu, Iraku i Kosovu, dok su naoružane letjele samo iznad Falklanda. Na njih su montirane strojnice i ispaljivači raketa, no takve inačice nisu naišle na širu upotrebu.
Irska
Irske zračne snage koristile su dvije Gazelle za obuku pilota.
SFRJ
Jugoslavija je licencno proizvodila Gazelle u tvornici Soko u Mostaru pod oznakom SA 341/342 Gazelle GAMA (Gazelle - Maljutka) koja je bila posebno prilagođena za protutenkovsku borbu. Mogla je ponijeti 8 Maljutki a s njima je upravljao operator koji je s posebnog sučelja uz pilota upravljao sustavom navođenja.

## Inačice
SA 341.001 - prototip.
SA 341 - četiri letjelice prije početka proizvodnje.
SA 341.1001 - prva francuska inačica.
SA 341B (Westland Gazelle AH.1) - inačica za britansku vojsku.
SA 341C (Westland Gazelle HT.2) - trener letjelica za britansku vojsku.
SA 341G - civilna inačica.
Soko HN-45M Gama 2 - jugoslavenska inačica za napade.
Soko HS-42 - jugoslavenska inačica za medicinsku pomoć.

## Korisnici
- Angola
- Bosna i Hercegovina
- Burundi
- Cipar
- Crna Gora
- Egipat
- Ekvador
- Francuska
- Gabon
- Gvineja
- Irska
- Jordan
- Kamerun
- Katar
- Kenija
- NR Kina
- Kuvajt
- Libanon
- Maroko
- Ruanda
- Senegal
- Sirija
- Srbija
- Trinidad i Tobago
- Tunis
- Ujedinjeni Arapski Emirati
- Ujedinjeno Kraljevstvo

## Tehničke karakteristike (SA 341)
Osnovne karakteristike
- posada: 2
- kapacitet: 3 putnika
- dužina: 11,97 m
- promjer rotora: 10,50 m
- visina: 3,15 m

Letne karakteristike
- najveća brzina: 310 km/h
- ekonomska brzina: 264 km/h
- dolet: 670 km
- brzina penjanja: 9 m/s
- najveća visina leta: 5.000 m
- motor: 1 × Turbomeca Astazou IIIA turbo-osovinski motor